# Muzeum Regionalne w Odolanowie
Muzeum Regionalne w Odolanowie – muzeum z siedzibą w Odolanowie. Placówka jest miejską jednostką organizacyjną, działającą w ramach  Odolanowskiego Domu Kultury.
W skład muzealnej ekspozycji wchodzą pamiątki regionalne i historyczne (m.in. stała wystawa poświęcona powstaniu wielkopolskiemu), etnograficzne oraz sztuki (m.in. rzeźby autorstwa Pawła Brylińskiego).
Muzeum jest obiektem całorocznym, czynnym w godzinach pracy Domu Kultury. Wstęp jest wolny.